# François-Adrien Boieldieu
François-Adrien Boieldieu (kiejtése kb. „Boáelgyő”) (Rouen, 1775. december 16. – Varennes-Jarcy, 1834. október 8.) francia zeneszerző, a francia vígopera (opéra comique) egyik legnagyobb mestere.

## Élete
Rouenban született; apja a roueni érsek titkára volt. A székesegyház gyermekkórusában énekelt, majd az orgonista oktatta zenére. Első operáit (1793, 1795) még szülővárosában írta, majd ezek sikerén felbuzdulva 1796-ban Párizsba költözött, és friss invenciójával, hajlékony dallamaival, problémamentes világával ott is gyorsan beilleszkedett a zenei életbe; közeli ismeretséget kötött egyebek közt Cherubinivel és Méhullel. Első komoly sikerét A bagdadi kalifa című művével aratta az Opéra Comique színpadán.
Miután elkezdett zongorát tanítani a Paris Conservatoire-ban, 1798-tól inkább hangszeres műveket komponált.
Az opera műfajához Szentpétervárott tért vissza, ahol hét évig tartózkodott (1803–1810). Párizst azért kellett elhagynia, mert Clotilde Mafleuroy táncosnővel kötött házassága igen szerencsétlenül alakult. Szentpétervárott I. Sándor orosz cár udvari zeneszerzője volt.
1812-ben tért vissza Párizsba, ahol a közönség gyorsan ismét kegyeibe fogadta. A Conservatoire-ban két időszakban is (1817–1829, 1833–1834) zeneszerzést tanított (1829-ben nyugdíjba ment, de az 1830-as forradalom megfosztotta nyugdíjától, és ezért vissza kellett mennie tanítani).
Első feleségének halála (1826) után másodjára egy Phillis nevű színésznőt vett nőül.

## Fia, Adrien Boieldieu
Fia, Adrien Boieldieu (Párizs, 1816. november 3. – 1838. július) szintén operaszerző volt. Ismertebb művei:
- Marguerite,
- L"aieule,
- La bouquet de l"Infante,
- La butte des moulins

## Ismertebb tanítványai
- Daniel Auber zeneszerző,
- François-Joseph Fétis zeneszerző, kritikus, tanár;
- Adolphe Charles Adam zeneszerző, tanár, publicista.

## Emlékezete
Rouen városa már 1839-ben emlékművet állított neki. Párizsban utca viseli nevét.
A fehér asszonyt máig játsszák a világ operaszínpadain.

## Munkássága
Főleg 27 operájáról ismert; ezek közül egyedül a Párizsi János közelít társadalmi problémákhoz. Legnépszerűbb műve A fehér asszony (1825). Operái mellett kamara-, zenekari és versenyműveket, valamint románcokat is komponált.

## Ismertebb operái
- A bűnös lány – La fille coupable – 2 felvonás, bemutató: 1793. október 2., Rouen).
- Zoraime és Zulnare – 1798
- Benyovszky, avagy A kamcsatkai száműzöttek – Béniowski ou Les exilés du Kamchatka, 3 felvonás (1800); szövegét August von Kotzebue után Alexandre Duval írta. Bemutató: 1800. június 8., Párizs.
- A bagdadi kalifa – Le calife de Bagdad – 1 felvonás; szövegét Claude Godard d'Aucur de Saint-Just írta. Bemutató: 1800. október 23., Párizs.
- Párizsi János – Jean de Paris – 2 felvonás; szövegét Claude Godard d'Aucur de Saint-Just írta. Bemutató: 1813. április 4., Párizs.
- Le nouveau Seigneur du village (1813),
- Béarni Angéla (1815) – Kreutzerrel közösen komponált darab.
- La fete du village voisin (1816),
- A kis Piroska – Le petit Chaperon rouge – 3 felvonás; szövegét Emmanuel Guillaume Marguerite Théaulon de Lambert írta. Bemutató: 1818. június 30., Párizs.
- La France et l'Espagne (1823),
- A fehér asszony (A fehér nő) – La dame blanche – 3 felvonás; szövegét Walter Scott után Eugène Scribe írta. Bemutató: 1825. december 10., Párizs.
- Les deux nuits (1829),

## Ismertebb versenyművei
- Zongoraverseny (1797);
- Hárfaverseny (C-dúr, 1800).

## Egyéb művek
- Bayard a Mézieres (Cherubinival, Catellal és Isouard-ral együtt komponált alkalmi darab).